# Tumiki Fighters
Tumiki Fighters est un jeu vidéo de type shoot them up à défilement horizontal développé par ABA Games, sorti en 2004. C'est un logiciel libre.
Il se distingue au niveau graphique par un univers composé essentiellement de tons pastels et de formes cubiques imitant certains jouets, et au niveau du gameplay par un système original qui permet au joueur de récupérer les blocs des ennemis qu'il détruit afin de les coller à son vaisseau. Ces blocs peuvent absorber un tir d'un ennemi (ils se décrochent alors), peuvent imiter le mode de tir de l'ennemi au profit du vaisseau du joueur, et rapportent des points.